# Visconde de Cantim
Visconde de Cantim é um título nobiliárquico criado por D. Carlos I de Portugal, por Decreto de 16 de Julho de 1904, em favor de Manuel Francisco Penetra.
Titulares
1. Manuel Francisco Penetra, 1.º Visconde de Cantim.